# Bob Vagg
Bob Vagg, född 2 februari 1940, är en friidrottare från Australien. Han deltog vid olympiska sommarspelen 1964.